# 10485 Sarahyeomans
10485 Sarahyeomans este o planetă minoră (asteroid), cu un diametru de 12,496 km, din centura de asteroizi. A fost descoperită pe 21 septembrie 1984 la Observatorul La Silla de Henri Debehogne. 
Obiectul prezintă o orbită caracterizată de o semiaxă mare de 3,2586378 UAi, o excentricitate de 0,14, o înclinație de 2,38484 ° în raport cu ecliptica.